# Резолюция Совета Безопасности ООН 1015
Резолюция Совета Безопасности Организации Объединённых Наций 1015 (код — S/RES/1015), принятая 15 сентября 1995 года, подтвердив все резолюции по ситуации в бывшей Югославии, в частности резолюции 943 (1994), 970 (1995), 988 (1995) и 1003 (1995), Совет отметил меры Союзной Республики Югославии (Сербии и Черногории) по дальнейшему закрытию границы с Боснией и Герцеговиной и поэтому продлил частичное приостановление санкций против Сербии и Черногории ещё на 180 дней до 18 марта 1996 года.
Было отмечено, что граница остается закрытой, за исключением гуманитарной помощи и усилий Сербии и Черногории в этом направлении. Расширилось сотрудничество между Сербией и Черногорией и Миссией Международной конференции по бывшей Югославии.
Действуя на основании главы VII Устава Организации Объединённых Наций, международные санкции, введенные в отношении Сербии и Черногории, были приостановлены до 18 марта 1996 года. Ограничения и меры, предусмотренные резолюциями 943 и 988, будут продолжать действовать. Ситуация будет постоянно находиться в поле зрения Совета Безопасности.